# 절대연필
"절대연필"는 2015년에 제작한 대한민국의 단편 영화이다.

## 캐스팅
- 허정도 : 민준 역
- 전석찬 : 경준 역